# Porcellio galapagoensis
Porcellio galapagoensis är en kräftdjursart som beskrevs av Van Name 1924. Porcellio galapagoensis ingår i släktet Porcellio och familjen Porcellionidae. Inga underarter finns listade i Catalogue of Life.